# Офпринт
Офпринт — це окремий друк твору, який спочатку з'явився як частина більшої публікації, як правило, комбінованого авторства, наприклад наукового журналу, журналу чи редагованої книги. Відбитки використовуються авторами для просування своєї роботи та забезпечення ширшого розповсюдження та довшого терміну служби, ніж можна було б досягти лише оригінальною публікацією. Вони можуть бути оцінені колекціонерами як схожі на перше окреме видання твору і, оскільки їх часто дарують, можуть містити напис від автора. Історично обмін відбитками був методом листування між науковцями.